# Худайнатов, Эдуард Юрьевич
Эдуард Юрьевич Худайнатов (род. 11 сентября 1960, Чимкент) — российский предприниматель, владелец АО «Независимая нефтегазовая компания». Бывший президент ОАО НК «Роснефть».

## Ранние годы и образование
Родился 11 сентября 1960 года в Чимкенте, Казахской ССР.
В 1978 году начал трудиться в совхозе имени Орджоникидзе, расположенном в Одесской области Украинской ССР.
В 1978 году Эдуарда Худайнатова призвали в ВС СССР. Проходил срочную службу в морских частях погранвойск до 1981 года. Демобилизовался в звании старшины первой статьи.
В 1996 году окончил Международную академию предпринимательства.
В 2000 году завершил обучение на юридическом факультете Тюменского государственного университета по специальности «юриспруденция».

## Карьера
В 1981 году, вернувшись со срочной службы, Эдуард Худайнатов переехал в Нефтеюганск. В течение четырёх лет трудился в производственном объединении «Юганскнефтегаз» на позиции монтажника вышек 3 разряда.
В 1985 году переехал в Сургут и устроился грузчиком в местное подразделение Миннефтегазстроя. За несколько лет вырос до позиции мастера сургутского управления.
В 1989 году в Нефтеюганске основал и возглавил компанию «Бекон», которая занималась производством мяса и молочных продуктов.
С 1993 по 1996 являлся руководителем трёх компаний: «Эвихон» (разрабатывала нефтегазовые месторождения в ХМАО), «Эвихон-2» (поставляла дефицитные импортные товары на северные территории) и торгового предприятия «Юганскпромфинко».
В 1996 году возглавил нефтеюганское отделение движения «Реформы — Новый курс», лидером которого был председатель Совета Федерации Владимир Шумейко. В том же году стал первым заместителем главы администрации Нефтеюганского района.
С 1996 по 2000 год занимал пост главы администрации посёлка Пойковский. На этой должности возглавил работы по восстановлению посёлка: была реконструирована улично-дорожная сеть, отремонтирован жилой фонд, проложены коммуникации, возведена церковь, открыт детский яхт-клуб.
В 1997 году был депутатом областной думы Тюмени, где работал до 2001 года.
В 2000 году Худайнатов возглавил предвыборный штаб Владимира Путина в регионе и в августе того же года «за достигнутые трудовые успехи и большой вклад в укрепление дружбы и сотрудничества между народами» был удостоен медали ордена «За заслуги перед Отечеством» II степени.
С 2000 по 2003 год был федеральным инспектором аппарата полномочного представителя президента в СЗФО по Ненецкому АО.

## Предпринимательская деятельность
С 2003 по 2008 год был главой «Севернефтегазпрома», дочернего предприятия ОАО «Газпром». На этой должности способствовал запуску Южно-Русского месторождения с добычей 25 млрд м3 в год.

### Роснефть
В сентябре 2008 года он стал вице-президентом, а в январе следующего года — первым вице-президентом ОАО «НК „Роснефть“». 4 сентября 2010 года сменил на посту руководителя «Роснефти» Сергея Богданчикова. В мае 2012 года назначен первым вице-президентом и заместителем председателя Правления компании. Под руководством Эдуарда Худайнатова была введена в промышленную эксплуатацию Ванкорская группа месторождений в 2009 году. Покинул компанию в 2013 году.

### Независимая нефтегазовая компания
В 2013 году возглавил учреждённую им же «Независимую нефтегазовую компанию» (ННК). Разработал стратегию, по которой ННК искала и приобретала перспективные активы, занимающиеся геологической разведкой и добычей полезных ископаемых. К 2016 году компания владела 53 лицензиями на недропользование в 8 субъектах РФ и в Казахстане.
В феврале 2021 года стало известно, что «Роснефть» заплатила своему бывшему президенту Эдуарду Худайнатову $9,6 млрд за компанию «Таймырнефтегаз».
В октябре 2021 года «ННК-Ойл», входящая в ОАО «Независимая Нефтегазовая компания», увеличила до 100 % долю в «РН Северная нефть», 16 % которой до этого принадлежали Роснефти, а также в «РН-Сахалинморнефтегазе». «РН-СахалинНИПИморнефть», «Сахалин-транспорт», «Сахалин-бурение», «Сахалин-ремонт НПО», «Сахалин-сервис», «Усинск-ремонт НПО», в свою очередь, перешли под стопроцентный контроль «ННК-Ойл», равно как и выделенные ранее из структуры «Роснефти» в рамках оптимизации портфеля активов «Самаранефть», «Оренбург-нефть» и «Няганьнефть».
В ноябре 2021 года «ННК» стала обладателем 50%-ной доли в Томскнефть вместо Роснефти, вследствие оптимизации её активов, в рамках СП с Газпром нефтью.
В декабре 2021 года Худайнатов стал владельцем 100 % акций горнодобывающей компании «Коулстар» после выхода из его капитала Бориса Варшавского (владел 24,9 % «Коулстара»), сохранившего пост генерального директора общества.

## Санкции
С 3 июня 2022 года — под персональными санкциями стран Евросоюза, введёнными в связи с вторжением России на Украину. В документах ЕС фигурирует как лицо, близкое к Игорю Сечину и Владимиру Путину. 
19 мая 2023 года включён в санкционный список Канады «близких соратников режима».
Также Худайнатов, по аналогичным основаниям, включён в санкционные списки Украины, Великобритании и Швейцарии.

## Семья
Брат Жан Юрьевич Худойнатов, возглавлял, и являлся акционером, ООО "НК «Севернефть» (добывает нефть и газовый конденсат) в Ямало-Ненецком автономном округе.
Сын Алексей Эдуардович Худайнатов (род. 1983) также совладелец «Севернефть», владелец Luteano, занимается строительным бизнесом являясь учредителем группы компаний «Браер», предприятия которой расположены в Москве, Туле и Тульской области. В структуру входит кирпичный завод «Braer», транспортная фирма, предприятия по торговле стройматериалами, строительству и продаже недвижимости. Компания «Браерснаб», подконтрольная Худайнатову-младшему, выполняет миллионные госконтракты на поставку кирпича и бетонных плит. Доходы наследника нефтяной империи за 2023 год, по данным налоговой службы, превысили шесть миллиардов рублей..
Дочь 1985 года рождения от первого брака (c 1982 года) с первой супругой Худайнатовой Мариной Юозасовной, также является совладельцем компании «Салымнефтьсервис», у которой были автозаправочные станции в Тюменской области.
Супруга: Амаффи Марина Эдуардовна (Игумнова Мария Сергеевна). В начале двухтысячных годов работала в McDonald’s и стюардессой в небольших авикомпаниях. В 2017 году Игумнова сменила отчество и фамилию, в связи с получение гражданства Итальянской Республики на имя Marina Amaffi. Владеет парфюмерным брендом «Amaffi». Двое совместных детей.
Воспитывает двоих совместных детей от гражданки России и Кипра Светланы Елисеевой (род. 1974), которая в период с с 2017 по 2021 год по «золотому паспорту» Кипра приобрела в городе Кицбюэль четыре шале в австрийских Альпах общей стоимостью 26 млн евро.

## Собственность
В 2015 году он приобрел на аукционе за более чем 25 миллионов евро через свою компанию Miasdor Investments Ltd, которую он возглавляет, виллу Альтичиара в Портофино, Италия. Вилла, которая когда-то принадлежала итальянской графине Франческе Агусте, насчитывает более 30 комнат, общая площадь которой составляет более 1500 м2, окружена парком площадью 34 000 м2, в центре которого находится вертолётная площадка.
Через офшор, является формальным владельцем яхты Scheherazade, стоимостью 510 миллионов долларов США, которая 6 мая 2022 года была арестована властями Италии, и яхты Сулеймана Керимова «Амадея», длиной 106 метров и стоимостью 300 миллионов долларов США, была конфискована властями Фиджи по запросу американского правительства.
Согласно данным сервиса SuperYacht Худайнатову принадлежит частный самолёт Bombardier_Global_Express#Global_6000 с бортовым номером OE-LGY.
В мае 2024 года «Важные истории» совместно с «Центром по исследованию коррупции и организованной преступности» установили что сожительница Худайнатова Светлана Елисеева в 2017—2022 годах купила по «золотому паспорту» Кипра четыре виллы в австрийском Кицбюэле общей стоимостью около 26 млн евро. Ранее Елисеева работала в компаниях связанных с Худайнатовым, с которым у неё двое совместных детей. Журналисты отмечали что Елисеева не могла приобрести паспорт и недвижимость на свои доходы, так как на протяжении своей трудовой деятельности она получала менее 100 тысяч рублей в месяц и только в последние два года её доходы резко возросли: так в 2023 году она получила 43 млн рублей от «Независимой нефтегазовой компании», президентом которой является Худайнатов.

## Награды
- Медаль ордена «За заслуги перед Отечеством» II степени (2000 год)[3][6];
- Лауреат Всероссийской премии финансистов «Репутация» 2011 года в номинации «За вклад в повышение финансовой прозрачности российской биржевой компании — эмитента»[6][34][неавторитетный источник];
- Орден «За заслуги перед Отечеством» IV степени (2012 год)[3][6];
- Орден «За заслуги перед Отечеством» III степени (2019 год)[6];
- Орден «За заслуги перед Отечеством» I степени (2025 год)[35];
- Орден Почёта[6];
- Звание «Почётный нефтяник»[3][6];
- Государственный советник РФ II и III классов[6].